# Gora Lu
Gora Lu ali Lušan (poenostavljeno kitajsko: 庐山; tradicionalno kitajsko: 廬山; pinjin: Lúshān, Gan: Lu-san) je gora v Džjudžjangu na Kitajskem. V antiki je bila znana tudi kot Kuanglu (匡廬). Gora in njena okolica sta uradno označena kot narodni park Lušan in je ena najbolj znanih gora v državi. Gora Lu je predvsem v mestu Lušan v Džjudžjangu, čeprav so njeni severni deli v okrožju Ljanši. Ovalne gore so dolge približno 25 kilometrov in široke 10 kilometrov ter mejijo na Džjudžjang in reko Jangce na severu, Nančang na jugu in jezero Pojang na vzhodu. Njena najvišja točka je vrh Dahanjang (大汉阳峰), ki doseže 1474 metrov nadmorske višine. Vrh Dahajang je tudi eden od stotin strmih vrhov, ki se dvigajo nad tako imenovanim morjem oblakov, ki lahko goro obdaja skoraj 200 dni na leto.
Gora Lu je znana po svoji veličini, strmini in lepoti ter je pomembna turistična atrakcija, zlasti v poletnih mesecih, ko je vreme v gorah hladnejše kot drugje. Gora in okoliška regija sta tudi eno od duhovnih središč Kitajske, kjer je poleg znamenitosti konfucijanizma veliko budističnih in daoističnih templjev. Zaradi svoje osupljive lepote in svetega pomena je narodni park Lušan od leta 1996 na seznamu svetovne dediščine UNESCO. Prekrivajoči se narodni geopark kvartarne poledenitve Lušan je član svetovne mreže Unescovih geoparkov.

## Zgodovina
Na gori Lu so pomembna najdišča in templji za daoizem, (mahajanski) budizem, konfucianizem in celo krščanstvo. Med letoma 386 in 402 n. št. je v času dinastije Džin Huijuan na pobočjih gore Lu ustanovil budizem Čiste dežele in tempelj Donglin. V času dinastije Tang (618–907) so bili v bližini zgrajeni daoistični templji za hrambo svetih spisov. jama Akademija belega jelena, ustanovljena leta 940 n. št., se je v času dinastije Song pod vodstvom konfucijanskega učenjaka Džu Šija razvila v priznano središče akademskih raziskav. Akademija je bila neprekinjeno odprta vsaj do 19. stoletja. Med drugimi pomembnimi srednjeveškimi strukturami na gori sta grob slavnega pesnika iz dinastije Tang, Tao Juanminga in cesarski paviljoni iz časa dinastije Ming.
Pesnik iz dinastije Song, Su Ši, je v svojem izrazu slavno opisal težavnost prikaza lepote gore: »Zakaj ne morem ugotoviti prave oblike Lušana? Ker sem sam v gori.«
V poznejših letih je Kuling na gori Lu postal poletno letovišče za zahodne misijonarje na Kitajskem. Absalom Sydenstricker, oče Pearl Buck, je bil eden prvih petih misijonarjev, ki so pridobili posest na posestvu Kuling na gori. Razvoj Kulinga sta spodbudila častiti Edward Little in dr. Edgerton H. Hart. Štirje glavni ustanovitelji Kitajskega združenja medicinskih sester in njegova prva predsednica Caroline Maddock Hart so se sestali v Kulingu, da bi ustanovili to združenje.
Med dolgim pohodom, v začetku leta 1935, se je na tem območju odvijala bitka med kitajsko rdečo armado in nacionalističnimi silami, v kateri je bil hudo ranjen Hu Jaobang, kasnejši generalni sekretar Kitajske komunistične partije.
Gora Lu je bila nekoč poimenovana hsiatu (šiadu, 'poletna prestolnica') Republike Kitajske. Čjang Kajšek, takratni kitajski voditelj, je pogosto preživljal poletja na tem območju. Junija 1937 se je Džov Enlaj, takratni pomemben voditelj Kitajske komunistične partije, srečal s Čjangom na gori, da bi razpravljala o enotni fronti proti japonski invaziji. Julija 1937 je Čjang Kajšek z gore Lu napovedal svojo namero o popolni mobilizaciji za vojno proti Japonski. Leta 1946, po vojni, se je ameriška posebna diplomatska misija pod vodstvom generala Georgea C. Marshalla sestala s Čjang Kajškom, da bi razpravljala o vlogi Kitajske po drugi svetovni vojni.
Mao Cetung je na gori Lu sklical tri velike konference visokih partijskih uradnikov in sicer leta 1959, 1961 in 1970. Konferenca leta 1959 je postala znana kot Lušanska konferenca. Na srečanju je bil odpuščen odlikovani general iz kitajske državljanske in korejske vojne Peng Dehuai, ki je bil kritičen do Maove politike velikega skoka naprej. Lušanska konferenca leta 1970 je potekala med kulturno revolucijo in je zaznamovala naraščajoče nasprotovanje med tistimi, ki so bili zvesti Mau in tistimi, ki so bili zvesti njegovemu izbranemu nasledniku Lin Biau.
Leta 1980 je bil javnosti predstavljen slavni film Romanca na gori Lušan, ki je bil v celoti posnet na gori Lu in je bil deležen precejšnjega pozitivnega sprejema. Veljal je za najbolj napreden film od ustanovitve komunistične Kitajske, saj je bil v filmu prizor poljubljanja, ki je bil v Kitajski pred reformami in odpiranjem sveta javni tabu. Še vedno drži Guinnessovo knjigo rekordov za »najdaljšo premiero filma v enem kinu«, saj je bil neprekinjeno predvajan od leta 1980 do danes.

## Znamenitosti in značilnosti
Med priljubljenimi znamenitostmi na gori Lu so: Nesmrtne jame (仙人洞), Meilu Outhouse (美庐别墅), Pet vrhov starcev (五老峰), jama Akademija belega jelena (白鹿洞书院), rije tlakovani izviri (三叠泉), jezero Lulin (芦林湖), Lušanski vroči izviri (庐山温泉), Lušanski botanični vrt (植物园), Bambusov tempelj (竹山寺), most Guanjin (观音桥), Vrt cvetočih breskev (桃花源) in katoliška cerkev na gori Lu (庐山天主堂).[9]
- Botanični vrt Lušan ponuja več deset tisoč rastlinskih vrst.
- Pod vrhom Petih starcev je jama Akademija belih jelenov, poimenovana po pesniku Li Bou (kitajsko: 李渤) (ne smemo je zamenjevati z znanim pesnikom Li Baijem), ki je tam vzrejal bele jelene. Je ena najbolj znanih visokošolskih ustanov v starodavni Kitajski.
- Zahodno je Cvetlična pot, ki je navdihovala Bai Džujija, znanega pesnika, ki je živel v času dinastije Tang.
- Med reko Jangce in jezerom Pojang ležita Veliko in Malo jezero Tianči, dolina Džingšju in jezero Lulin. Na severnem bregu slednjega je muzej gore Lu, v katerem so razstavljeni keramika in bronasti predmeti iz različnih obdobij starodavne Kitajske, pa tudi kaligrafija iz dinastije Tang in slike iz dinastij Ming in Čing.
- V središču (med tremi vrhovi) in na nadmorski višini več kot 1000 m leži mesto Kuling, ki ga gorska cesta povezuje s sosednjimi kraji v regiji.
- Na gori pridelujejo svetovno znani čaj Lušan iz oblakov in megle (poenostavljeno kitajsko: 庐山云雾茶; tradicionalno kitajsko: 廬山云霧茶).

## Galerija
- Jama nesmrtnih gora
- Krščanska cerkev
- Jezero Lulin
- Tempelj Donglin
- jama Akademija belih jelenov
- Vzvišena gora Lu, Šen Džov, 1467
- Obiskovalci se lahko povzpnejo na majhne vrhove gorovja.
- Gorska pokrajina v bližini izvira Sandie na slikovitem območju gore Lu
- Pokrajina zahodnega morja gore Lu